# Русская школа в Вифании

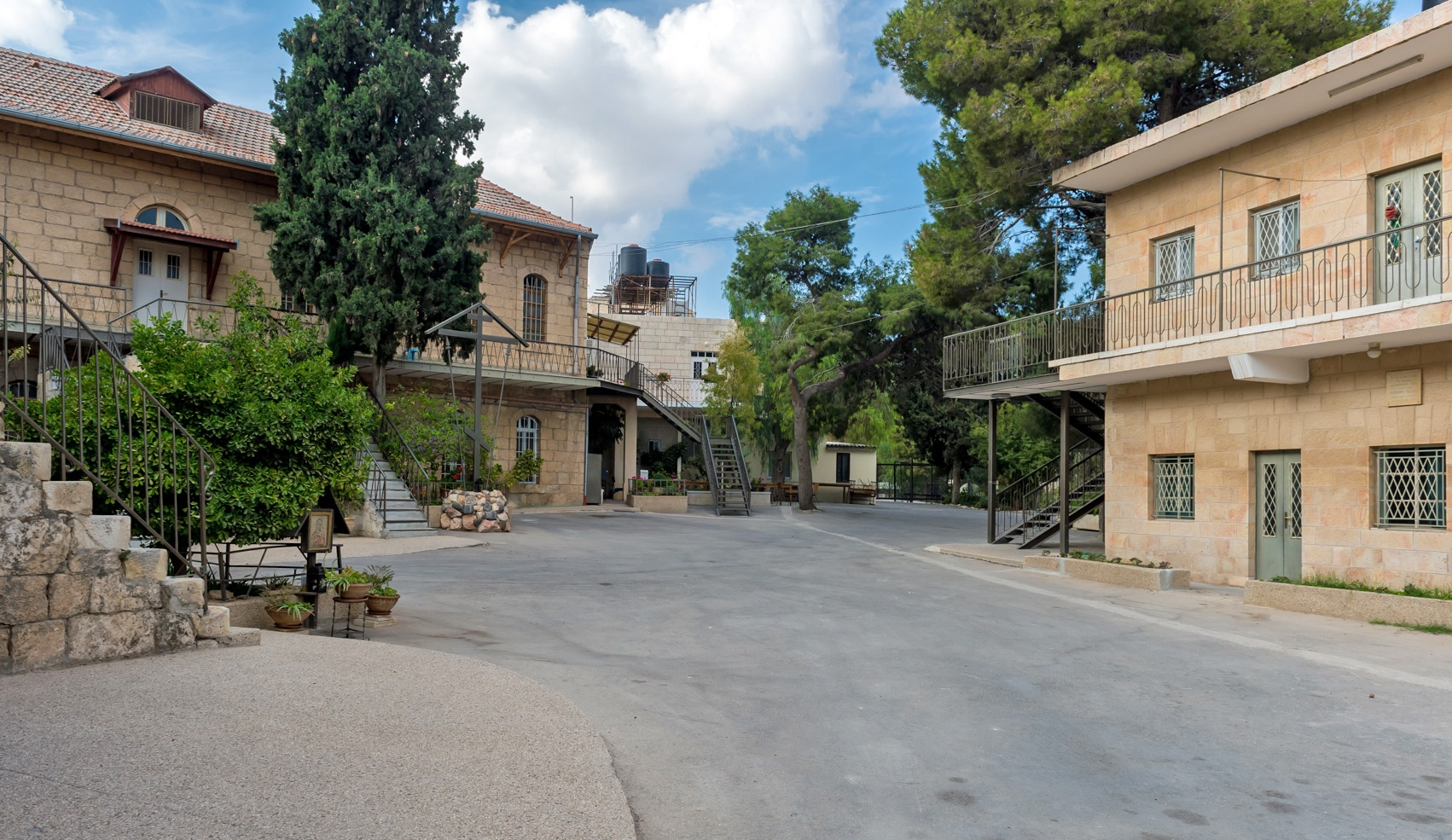
Внутренний двор русской школы в Вифании

Русская школа — женская общеобразовательная школа в Вифании (пригороде Восточного Иерусалима), принадлежащая Русской православной церкви заграницей. Размещается на «русском участке», где построены четыре здания и часовня. Основана в 1937 году. 

## История

### Участок в Вифании
В 1909 году в Вифании напротив греческого православного монастыря Встречи начальник Русской духовной миссии в Иерусалиме архимандрит Леонид (Сенцов) приобрёл участок площадью 2 тысячи квадратных метров.
До Первой мировой войны были возведены два каменных двухэтажных корпуса для паломников перпендикулярно один к другому, устроена цистерна и владение ограждено каменной стеной. По отчёту о состоянии РДМ в Иерусалиме 1914 году, стоимость земли и строений оценивалась в 40 тысяч рублей.
В годы Первой мировой войны участок был занят турецкими солдатами, которые разорили построенное. После этого инцидента, в связи с отсутствием средств, постройки почти 20 лет оставались заброшенными.
В 1932 году на средства перешедших в православие шотландок Барбары-Стеллы Робинсон и Аликс Спрот была создана Вифанская женская община Воскресения Христова. Будучи медсёстрами, они принялись лечить местных детей. Вскоре они открыли на заброшенной территории Русской духовной миссии небольшой стационар, в который принимали больных детей и возвращали их родителям после выздоровления. Трудами насельниц постройки были приведены в порядок и соединены в один блок.

### Часовня Марфы
В 1934 году во время проведения работ на русском участке в Вифании был найден прямоугольный обтёсанный камень, напоминающий плиту, обычно помещаемую над входом в храм. На нём по-гречески выбита надпись: «Здесь Марфа и Мария впервые услышали от Господа слово о воскресении из мертвых. Господь…» (далее текст обрывается). На месте обретения камня, свидетельствующего о том, что именно здесь почиталось в древности место встречи Спасителя с Марфой и Марией, была воздвигнута небольшая часовня с полусферическим куполом — Часовня Марфы. В Лазареву субботу духовенство Русской зарубежной церкви стало совершать здесь торжественное богослужение с водосвятием и крестным ходом.

### Создание школы

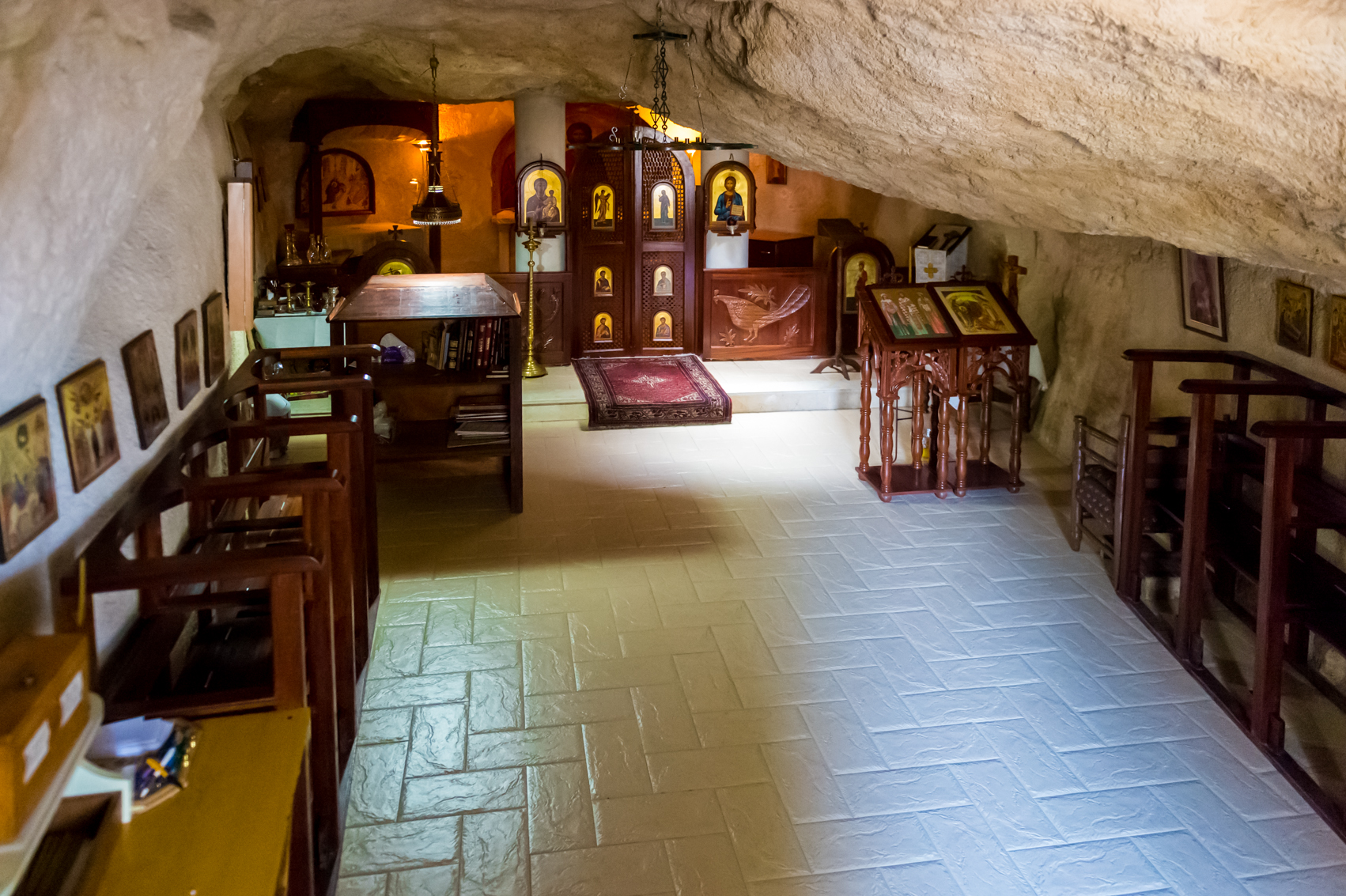
Подземный храм-часовня Святителя Николая Чудотворца

Архиепископ Анастасий (Грибановский) постриг Барбару и Аликс в монашество: первую с именем Мария, вторую — Марфа. Архиерейский синод РПЦЗ назначил монахиню Марию (Робинсон) настоятельницей Вифанской монашеской общины. В 1937 году монахини открыли русскую школу-интернат для арабских православных девочек. Через полгода школа перешла в разряд средне-образовательных училищ и стала женской гимназией с правом полноценного английского колледжа с получением диплома (matriculation) по её окончании.
Здание, существовавшее на русском участке в Вифании, недостаточно соответствовало назначению школы; в 1938 году удалось построить новое, светлое здание с просторными классами, а прежнее превращено в пансионат для учащихся и персонала, в нём устроена домовая церковь. Здесь же стали жить руководящие школой сёстры монашеской общины, основная же часть сестёр была переведена на русский гефсиманский участок с церковью во имя равноапостольной Марии Магдалины. Руководила школой в Вифании монахиня Марфа (Спрот).
В школе, кроме обычных предметов, изучался Закон Божий, Священная история Ветхого и Нового Заветов, история Церкви. В старших классах изучали русский язык.
На территории участка была выдолблена пещера, в которой оборудовали небольшое место для молитвы, а потом и вовсе превратили в церковь.

### После 1980 года
В начале 1980-х годов школа оказалась на пороге закрытия из-за нехватки учениц-христианок и невозможности вести нормальную образовательную работу в сложившейся политической ситуации. Тогда было принято передать школу в частное управление и зарегистрировать её как общеобразовательную. С того момента в неё стали принимать мусульманок, что с одной стороны, вдохнуло в заведение вторую жизнь, а с другой — поставило его обитателей-христиан в условия «ежедневного выживания».
В 2010 году из 350 учениц лишь 15 являлись христианками, остальные — мусульманки. Местные арабы-мусульмане с большой охотой отдают дочерей в христианскую школу, так как уровень образования в ней выше общепалестинского. Детям преподается общеобразовательная программа по стандартам Палестины с углубленным изучением арабского, английского и русского языков, математики и природоведения. В школе учатся дети из проблемных семей, которые живут в интернате при монастыре на полном обеспечении Гефсиманской обители.
В 2013 году начались самовольные захваты исламистами земель, принадлежащим православным общинам, в том числе Русской духовной миссии в Вифании. По словам архимандрита Романа (Красовского): «Христиан здесь преследуют, и в последние десятилетия они отсюда уезжают. Из-за тяжести жизни, из-за трудностей с местными мусульманами, из-за трудностей с Израилем: через несколько кварталов отсюда строится стена, отделяющая Палестинскую автономию от Израиля, — так местные христиане оказываются полностью в мусульманском окружении. Исламисты преследуют христиан и в Вифлееме, и по всей Палестинской автономии. К сожалению, многие христиане становятся мусульманами или убегают. Если есть средства — они убегают в Америку и другие христианские страны. Если средств нет — в Сирию или Иорданию. Хотя в Сирии сейчас ужасно: там христиан убивают ежедневно».
По состоянию на 2015 год в школе училось 415 девочек от 4-х (детский сад) до 16-ти лет (10-й класс). Закон Божий преподаётся для христианок, Коран — для девочек-мусульманок, с 3-го класса все девочки учат русский язык. Для детей с отклонениями в развитии проводятся отдельные занятия по специальным корректирующим программам. На дополнительных занятия девочки занимаются физкультурой, музыкой, хоровым пением, получают навыки рукоделия и знакомятся с прикладным искусством.

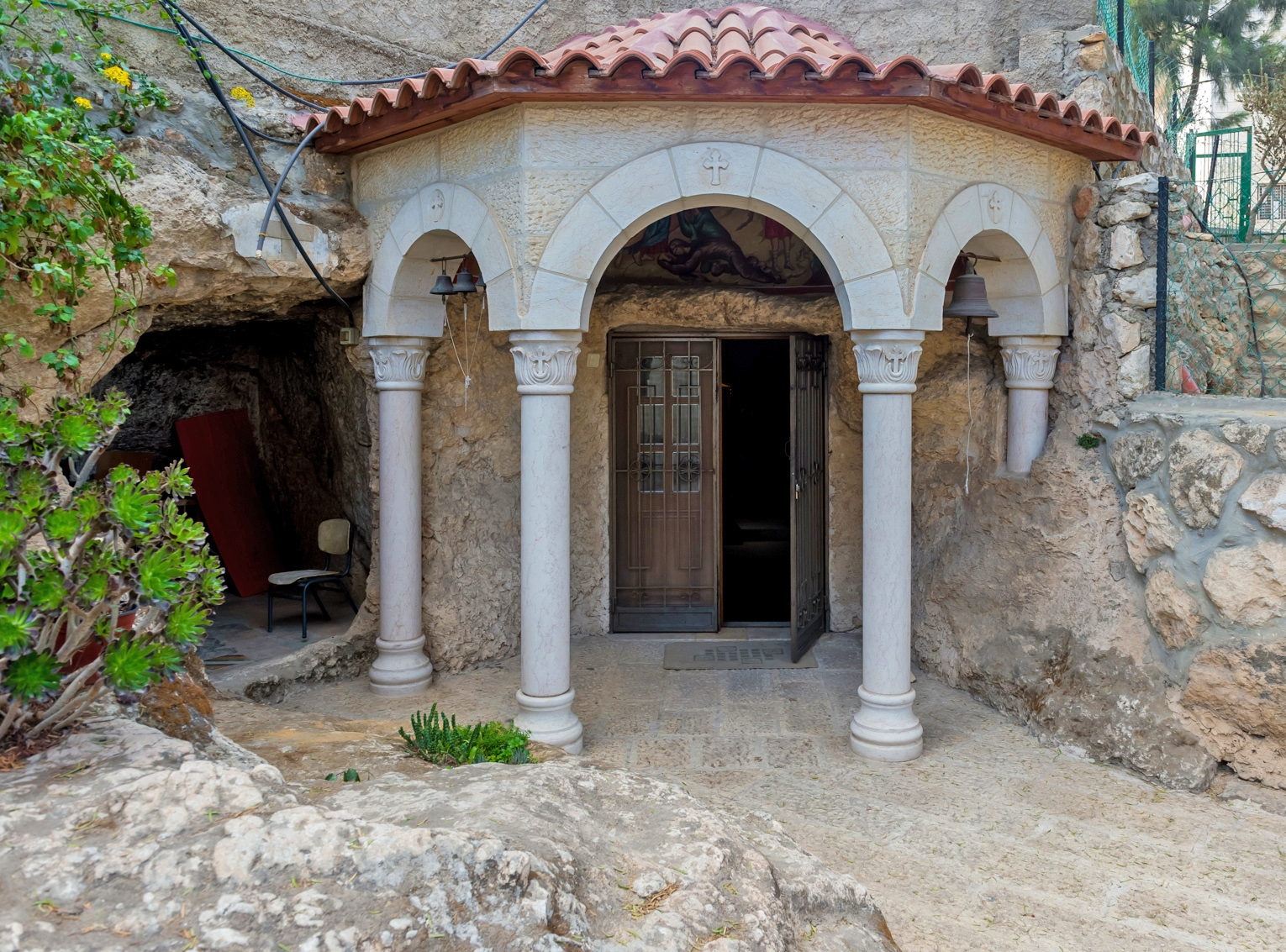
Главный вход в пещерную часовню Святителя Николая Чудотворца
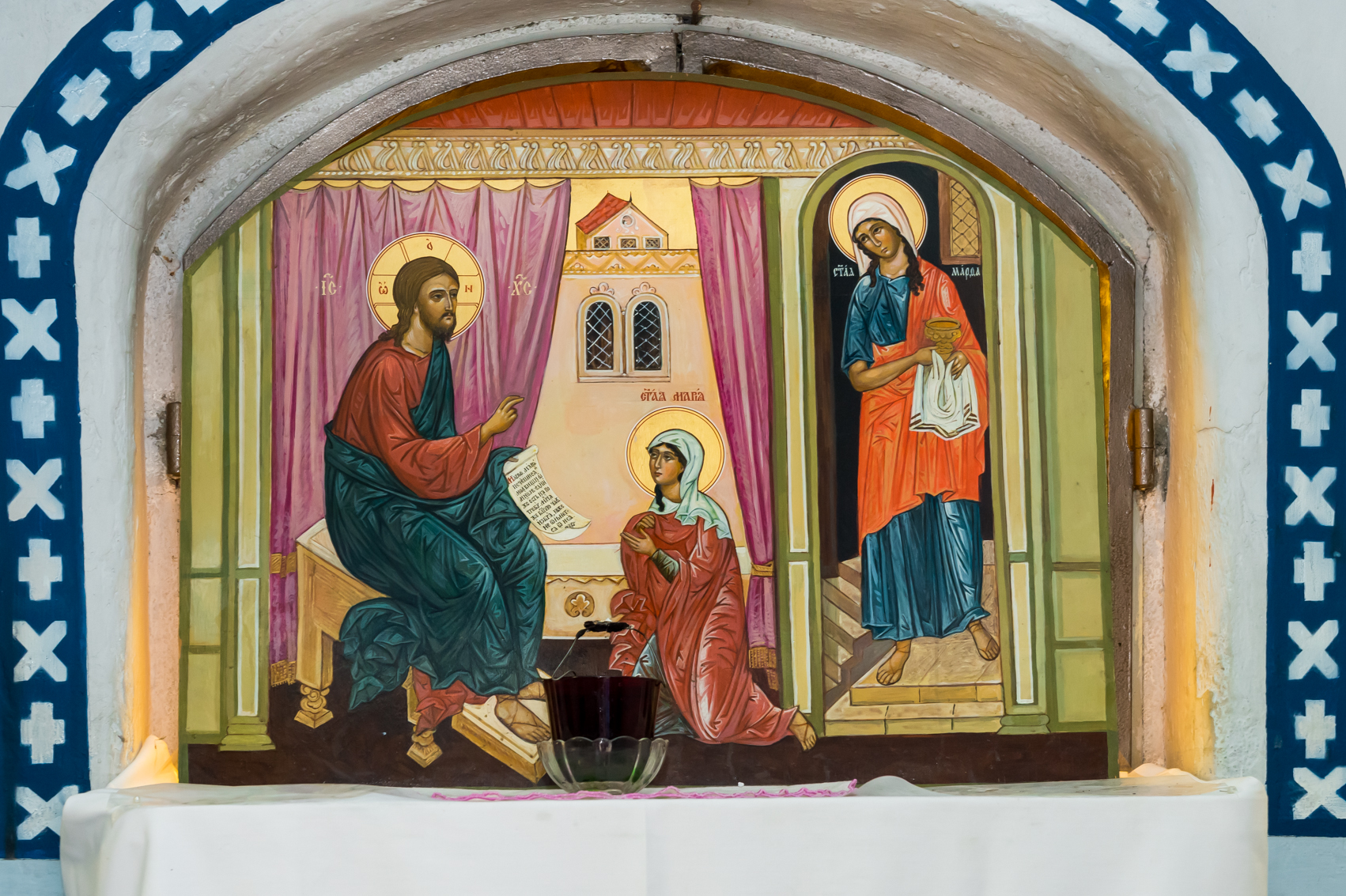
Икона в часовне над «камнем Встречи»
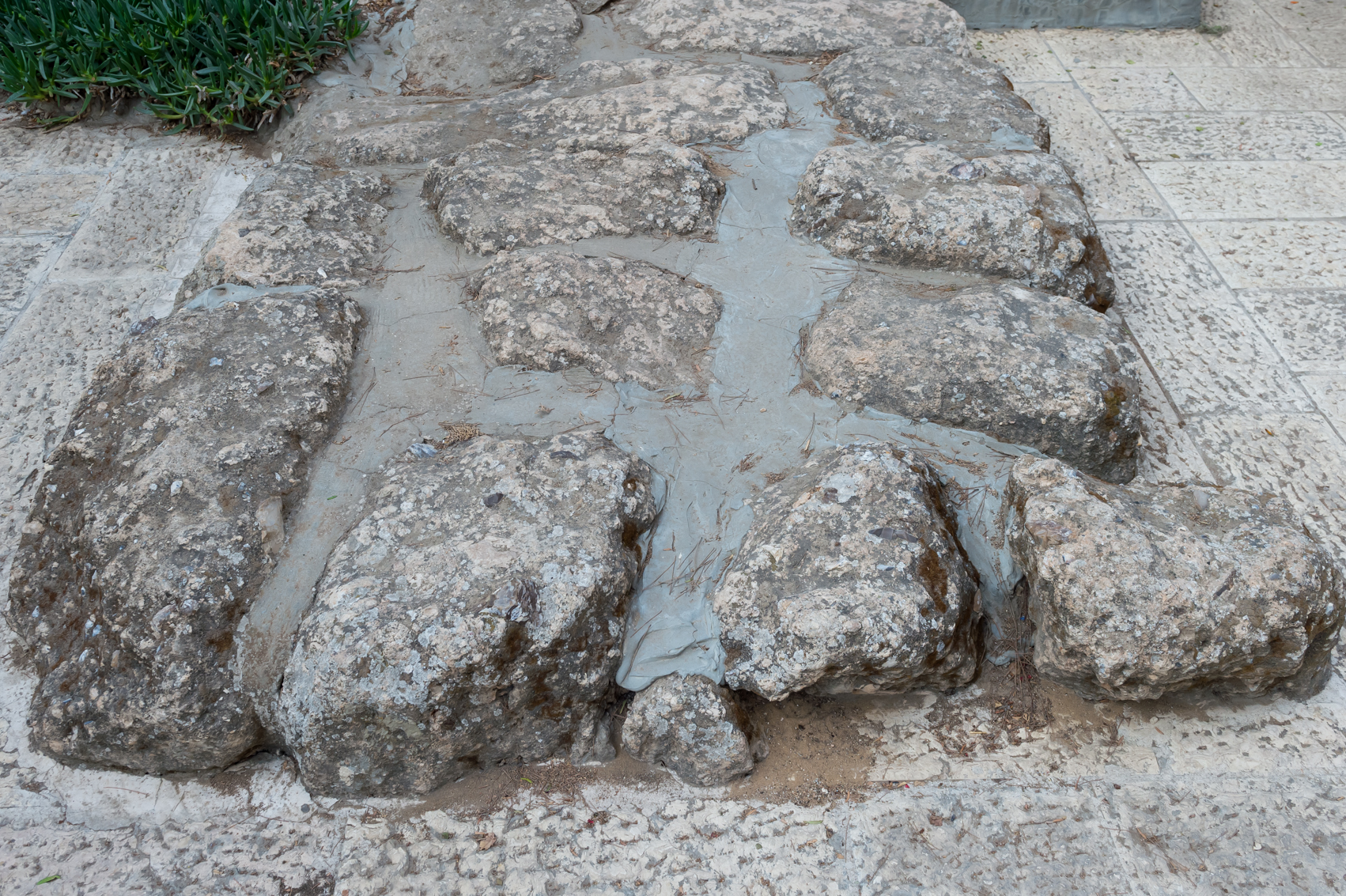
Руины «Лестницы Спасителя»